# جان كلود ميرلين
جان كلود ميرلين (بالفرنسية: Jean-Claude Merlin)‏ هو عالم فلك فرنسي، ولد في 3 سبتمبر 1954 في لي كروزو في فرنسا.